# 花東高速公路
花東高速公路，簡稱花東高，是台灣一條計畫中的高速公路，位於花東地區。編號隸屬於國道五號。起自花蓮縣吉安鄉，訖至臺東縣臺東市。全長約160公里。大致沿著海岸山脈西側之花蓮溪流域向南興建，主線以雙向四線道鋪設，工期預計4年。以國道基金興建，為台灣環島高速公路之一環。

## 概要
為配合台灣的國土綜合開發計畫、環島高速公路計畫、花蓮、臺東的區域發展的各項計畫，以及促進東部均衡發展所設的。花東地區的主要道路為台9線（花東公路）和台11線，先前台9線已拓寬部分路段舒緩交通問題，但目前已經不敷使用且台11線拓寬受阻，故規劃興建花東高速公路改善花東地區交通品質。

## 歷史
- 1990年2月，行政院核定的「改善交通全盤計畫」中將本計畫列為「環島高速公路網發展計畫」之一環[2]。
- 1992年，中華民國交通部開始進行國道東部公路（自蘇澳經花蓮至台東）踏勘與調查作業。
- 1994年起，交通部臺灣區國道新建工程局接續辦理國道東部公路可行性研究[3]。
- 1997年完成可行性研究報告[4]。
- 1998年
  - 3月，國工局執行政院核定同意所報路網架構
  - 8月，本計畫列入行政院核定之「擴大國內需求方案」項目之一
  - 12月，展開工程規劃作業
- 2002年
  - 3月，環境影響評估經行政院環境保護署環境影響評估審查委員會第94次會議審議通過。
  - 4月，行政院經濟建設委員會會議決議計畫俟國道五號之北宜高速公路及蘇花高速公路計畫完工後，視需要再賡續辦理。
  - 12月，完成工程規劃
- 2012年12月，行政院：將進行花東快規劃評估。[5]
- 2014年5月，花蓮縣議會：與其蓋花東快速道路，不如興建花東高速公路，包括可行性評估、預算籌措，花東高速公路都比花東快速道路更適合，期盼中央政府儘速闢建花東高速公路。[6]

## 目前辦理情形
原訂在蘇花高速公路完工後開始建造，但目前蘇花高遭到擱置並後續以蘇花公路改善計畫（蘇花改）、蘇花公路安全提升計畫（蘇花安）代替，使得原花東高建設目前趨向規劃以花東快速公路代替。
2014年，花東高原路線改為花東快進行可行性評估，惟當時以不符經濟效益為由遭否決。
2016年，公路總局於「花東快速公路可行性評估期中報告」中提出將花東快路廊從吉安鄉往北延伸，再利用局部現有台9線與蘇花改之終點串聯，用地費約廿億元與工程建造費約八十五億元；時任立委王廷升、時任花蓮縣議員何禮臺、花蓮縣議員魏嘉賢皆提出建議起點改為新城鄉的台8線與台9線交會口附近。
2019年12月，在時任立委蕭美琴提案下，立法院交通委員會通過臨時提案並重新於隔年提出花東快速公路可行性評估，另預估2020年9月招標，將花東快的起點從原本的吉安北移至新城（即將原本蘇花高太魯閣至吉安路段納入花東快路線），期望因蘇花改通車及未來蘇花安興建之便可提高計畫效益，目前花東快可行性評估尚在進行當中，惟行政院交通部以花東公路改善作業計畫積極推動中為由而建議不推動花東快。
2022年9月，花東快起點從花蓮縣新城鄉台8線與台9線交會口附近北移至秀林鄉崇德村（與蘇花安崇德服務區相接），主線設計速率: 崇德～吉安設計速限80km/h、吉安～台東設計速限100km/h；路線完全避開現有的活動斷層，此外為了抗震與減少高架橋設計，路堤段高達115公里；共設置16個交流道，鑽石型與喇叭型居多。整體經費預估增加至約2300億，因快速公路不收取過路費、加上考量政府財政，將以優先推動崇德～吉安路段。
2023年3月，行政院表示花東快於明年提出可行性評估；預計明年（2024年）2月時完成可行性評估，若核定將進行綜合規劃、第二階段環評等作業，預估核定後十年可完工。
2024年7月16日，立法院在協商後決定將「花東快速公路建設特別條例」草案，改以通過「主決議」的方式，請交通部儘速推動，估計8月完成期末報告。9月，花東快進行第一次審議而未定案，將於11月時再進行第二次審議。
2025年2月底，交通部退回花東快可行性評估，公路局則建議崇德～新城路段可先推動，因其益本比達1.5而具經濟效益且紓緩未來蘇花安完工後之車流。

## 交流道
| 國道五號花東段路線設施里程一覽表  |      |          |          |          |        |            |                                                    |                                                    |
| 標誌                              | 里程 | 名稱     | 順樁預告 | 逆樁預告 | 形式   | 通車日     | 銜接道路 →聯絡地區                                 |                                                    |
| （上接蘇花高速公路）              |      |          |          |          |        |            |                                                    |                                                    |
|                                   | 116  | 太魯閣   |          |          | Y型    | 遠期規劃中 | 台8線／台9線 · →秀林鄉、崇德服務區、太魯閣國家公園 | 台8線／台9線 · →秀林鄉、崇德服務區、太魯閣國家公園 |
| 116 服務區 需透過太魯閣交流道進出 |      |          |          |          |        |            |                                                    |                                                    |
|                                   | 124  | 新城     |          |          | 喇叭型 | 遠期規劃中 | 縣道193號 · →新城鄉、七星潭                        | 縣道193號 · →新城鄉、七星潭                        |
|                                   | 135  | 花蓮     |          |          | 喇叭型 | 遠期規劃中 | 中央路 →花蓮市、七星潭                             | 中央路 →花蓮市、七星潭                             |
|                                   | 141  | 吉安     |          |          | 鑽石型 | 遠期規劃中 | 台9丙線 · →吉安鄉、鯉魚潭                          | 台9丙線 · →吉安鄉、鯉魚潭                          |
|                                   | 142  | 花蓮系統 |          |          | 四葉型 | 遠期規劃中 | 水沙連高速公路                                     | 水沙連高速公路                                     |
| － 隧道                           |      |          |          |          |        |            |                                                    |                                                    |
|                                   | 152  | 壽豐北   |          |          | 鑽石型 | 遠期規劃中 | 台9線 · →壽豐鄉平和                                | 台9線 · →壽豐鄉平和                                |
|                                   | 157  | 壽豐南   |          |          | 鑽石型 | 遠期規劃中 | 台11丙線 · →壽豐鄉、壽豐工業區                     | 台11丙線 · →壽豐鄉、壽豐工業區                     |
|                                   | 168  | 鳳林     |          |          | 喇叭型 | 遠期規劃中 | 台9線 · →鳳林鎮、萬榮鄉                            | 台9線 · →鳳林鎮、萬榮鄉                            |
|                                   | 176  | 光復     |          |          | 鑽石型 | 遠期規劃中 | 台11甲線 · →光復鄉、豐濱鄉                         | 台11甲線 · →光復鄉、豐濱鄉                         |
|                                   | 184  | 大富     |          |          | 喇叭型 | 遠期規劃中 | 台9線 · →光復鄉大富、富源國家森林遊樂區            | 台9線 · →光復鄉大富、富源國家森林遊樂區            |
|                                   | 198  | 瑞穗     |          |          | 鑽石型 | 遠期規劃中 | 台9線、 縣道193號 · →瑞穗鄉水尾、瑞穗服務區        | 台9線、 縣道193號 · →瑞穗鄉水尾、瑞穗服務區        |
| 198 服務區 需透過瑞穗交流道進出   |      |          |          |          |        |            |                                                    |                                                    |
| － 隧道                           |      |          |          |          |        |            |                                                    |                                                    |
|                                   | 220  | 玉里     |          |          | 鑽石型 | 遠期規劃中 | 台30線 · →玉里鎮、長濱鄉                           | 台30線 · →玉里鎮、長濱鄉                           |
| － 地磅站                         |      |          |          |          |        |            |                                                    |                                                    |
|                                   | 240  | 富里     |          |          | 鑽石型 | 遠期規劃中 | 台23線 · →富里鄉、東河鄉                           | 台23線 · →富里鄉、東河鄉                           |
| － 隧道                           |      |          |          |          |        |            |                                                    |                                                    |
|                                   | 247  | 池上     |          |          | 鑽石型 | 遠期規劃中 | 縣道197號 · →池上鄉、大坡池、池上服務區            | 縣道197號 · →池上鄉、大坡池、池上服務區            |
| 247 服務區 需透過池上交流道進出   |      |          |          |          |        |            |                                                    |                                                    |
|                                   | 260  | 關山     |          |          | 鑽石型 | 遠期規劃中 | 東8-1線 →關山鎮嘉武                                | 東8-1線 →關山鎮嘉武                                |
|                                   | 275  | 鹿野     |          |          | 鑽石型 | 遠期規劃中 | 鸞山聯絡道 →鹿野鄉、延平鄉鸞山                     | 鸞山聯絡道 →鹿野鄉、延平鄉鸞山                     |
| － 地磅站                         |      |          |          |          |        |            |                                                    |                                                    |
|                                   | 298  | 卑南     |          |          | 鑽石型 | 遠期規劃中 | 東46線 · →卑南鄉高台、頂岩、卑南服務區             | 東46線 · →卑南鄉高台、頂岩、卑南服務區             |
| 298 服務區 需透過卑南交流道進出   |      |          |          |          |        |            |                                                    |                                                    |
|                                   | 301  | 台東     |          |          | 鑽石型 | 遠期規劃中 | 台11乙線 · →台東市                                 | 台11乙線 · →台東市                                 |
| （下接南橫高速公路）              |      |          |          |          |        |            |                                                    |                                                    |

## 外部連結
- 國道東部公路計畫路廊圖(花東段) （页面存档备份，存于）